# Стшельниці (стадіон)
Стадіон «Стшельниці» (чеськ. Stadion Střelnice) — багатофункціональний стадіон у Яблонці-над-Нисою, Чехія, домашня арена ФК «Яблонець».
Стадіон побудований у XIX ст. 1955 року відкритий після капітальної перебудови. У 2003–2007 роках реконструйований. Потужність становить 6 280 глядачів.
Протягом 2007–2014 років арена носила назву «Шанс Арена».